# Saad Al-Harthi
Saad Al-Harthi (en árabe: سعد مشعل الحارثي‎: Riad, Arabia Saudita, 3 de febrero de 1984) es un exfutbolista de Arabia Saudita que jugaba en la posición de delantero.

## Carrera

### Club
| Periodo   | Club                  | Apariciones | Goles |
| --------- | --------------------- | ----------- | ----- |
| 2000-2012 | Al-Nassr              | 163         | 60    |
| 2006-2007 | → Ittihad FC (cedido) | 1           | 1     |
| 2011–2013 | Al-Hilal FC           | 13          | 4     |

### Selección nacional
Jugó para Arabia Saudita en 24 ocasiones de 2004 a 2010 y anotó 9 goles; participó en la Copa Mundial de Fútbol de 2006 y en la Copa Asiática 2007.

## Logros
- Federation Cup: 2007–08
- Crown Prince Cup: 2011–12, 2012–13

### Selección nacional
- Islamic Solidarity Games: 2005

### Individual
- Jugador Árabe Más Prometedor: 2007[1]

## Estadísticas

### Goles con selección nacional
| # | Fecha      | Sede                                      | Rival      | Resultado | Torneo                                                     |
| - | ---------- | ----------------------------------------- | ---------- | --------- | ---------------------------------------------------------- |
| 1 | 17-11-2004 | Estadio Gelora Bung Karno, Yakarta        | Sri Lanka  | 3-0       | Clasificación para la Copa Mundial de Fútbol de 2006 (AFC) |
| 2 | 9-4-2005   | Prince Abdullah al-Faisal Stadium, Jeddah | Yemen      | 4-0       | Football at the 2005 Islamic Solidarity Games              |
| 3 | 11-4-2005  | Prince Abdullah al-Faisal Stadium, Jeddah | Palestina  | 3-0       | Football at the 2005 Islamic Solidarity Games              |
| 4 | 3-6-2005   | King Fahd Stadium, Riad                   | Kuwait     | 3-0       | Clasificación para la Copa Mundial de Fútbol de 2006 (AFC) |
| 5 | 8-6-2005   | King Fahd Stadium, Riad                   | Uzbekistán | 3-0       | Clasificación para la Copa Mundial de Fútbol de 2006 (AFC) |
| 6 | 14-7-2007  | Gelora Bung Karno Stadium, Yakarta        | Indonesia  | 2-1       | Copa Asiática 2007                                         |
| 7 | 11-9-2007  | King Fahd Stadium, Riad                   | Ghana      | 5-0       | Amistoso                                                   |
| 8 | 22-6-2008  | King Fahd Stadium, Riad                   | Uzbekistán | 4-0       | Clasificación para la Copa Mundial de Fútbol de 2010 (AFC) |
| 9 | 6-9-2008   | King Fahd Stadium, Riad                   | Irán       | 1-1       | Clasificación para la Copa Mundial de Fútbol de 2010 (AFC) |